# Крохово
Крохово — деревня в Пермском районе Пермского края. Входит в состав Савинского сельского поселения.

## История
Первое упоминание о деревне встречается в Ревизских сказках жителей вотчин баронов Строгановых в Соликамском уезде Пермской провинции Казанской губернии в 1744 году. Тогда она входила в состав Чусовского ведомства села Нижние Муллы. В деревне находилась часовня, построенная в 1860 году. Официально часовню закрыли на основании Постановления исполнительного комитета Пермского областного совета депутатов трудящихся № 112 от 28 января 1940 года. 7 ноября 1950 года в деревне построили новое 2-этажное каменное здание Больше-Савинского клуба. До постройки нового школьного здания в деревне Ванюки, школа располагалась в деревне Крохово более 50 лет.

## География
Расположена к юго-западу от административного центра поселения, деревни Песьянка.

## Население
| 1869 | 2010 |
| ---- | ---- |
| 176  | ↗393 |

## Улицы
- Загорская ул.
- Заюрчимская ул.
- Казанский тракт
- Клубная ул.
- Полевая ул.
- Тихая ул.

## Топографические карты
- Лист карты O-40-77 Юг. Масштаб: 1 : 100 000. Состояние местности на 1983 год. Издание 1985 г.